# عبد الرزاق الشيخ عيسى
استاذ ودكتور اكاديمي وزير التعليم العالي السوري السابق في حكومة عادل سفر مواليد دمشق 1955م

### البداية
درس في مدارس دمشق وتخرج من جامعة دمشق - كلية العلوم 

### الخبرات
شهادة الدراسات المعمقة في الفيزيولوجيا العامة وفيزيولوجيا الهضم وبيولوجيا التكاثر والجدارة
مستشار رئيس الجامعة في الجامعة العربية الدولية لشؤون الجودة و الاعتماد
دبلوم الدراسات المعمقة بالتغذية والاستقلاب والتنظيم الغدي
أستاذ في كلية الطب جامعة دمشق
دكتوراه في فيزيولوجيا الهضم (الامتصاص) - جامعة كلود برنار - ليون - فرنسا- 1988
ماجستير في الستقلاب والتغذية والنمو- جامعة كلود برنار - ليون - فرنسا- 1986

### المناصب
وكيل كلية الطب بجامعة دمشق من 1996/2000
معاون وزير التعليم العالي من 2003/2006
رئيس جامعة القلمون الخاصة من 2006/2008
رئيس جامعة الجزيرة الخاصة من 2008/2009
وزير التعليم العالي و البحث العلمي ١٤ نيسان ٢٠١١م ولغاية ٢٣ حزيران ٢٠١٢ في حكومة عادل سفر.
أمين جامعة دمشق

### الاوسمة التي نالها
- حصل على وسام السعفة الأكاديمية من فرنسا

### المنشورات العلمية
بحوث عديدة منشورة في مجلات بحثية سورية وأجنبية في فيزيولوجيا الهضم والتغذية